# Михайловка (Лунинский район)
Михайловка — село в Лунинском районе Пензенской области. Входит в состав Степановского сельсовета.

## География
Село расположено в северной части области на расстоянии примерно в 11 километрах по прямой к северу от районного центра Лунино.
Часовой пояс
Село Михайловка как и вся Пензенская область, находится в часовой зоне МСК (московское время). Смещение применяемого времени относительно UTC составляет +3:00.

## Население
| 1864 | 1877 | 1897 | 1910 | 1926  | 1930 | 1959 |
| ---- | ---- | ---- | ---- | ----- | ---- | ---- |
| 595  | ↗724 | ↗739 | ↗804 | ↗1025 | ↘828 | ↘676 |
| 1979 | 1989 | 1996 | 2002 | 2010  |      |      |
| ↘393 | ↘358 | ↗371 | ↘341 | ↘299  |      |      |

Национальный состав
Согласно результатам переписи 2002 года, в национальной структуре населения русские составляли 92 % из 341 чел..